# Nordholz
Nordholz község Németországban, Alsó-Szászországban, a Cuxhaveni járásban. Lakosainak száma 7675 fő (2023. december 31.).

## Fekvése
Bremerhaventől 25 km-rel északra, Cuxhaventől 12 km-rel délnyugatra fekvő település.
Nordholz mellett a legnagyobb települések még a cappeli-Neufeld kerületben Scharnstedt, Spieka, Spieka-Neufeld, Wanhöden és Wursterheide.

## Történelme

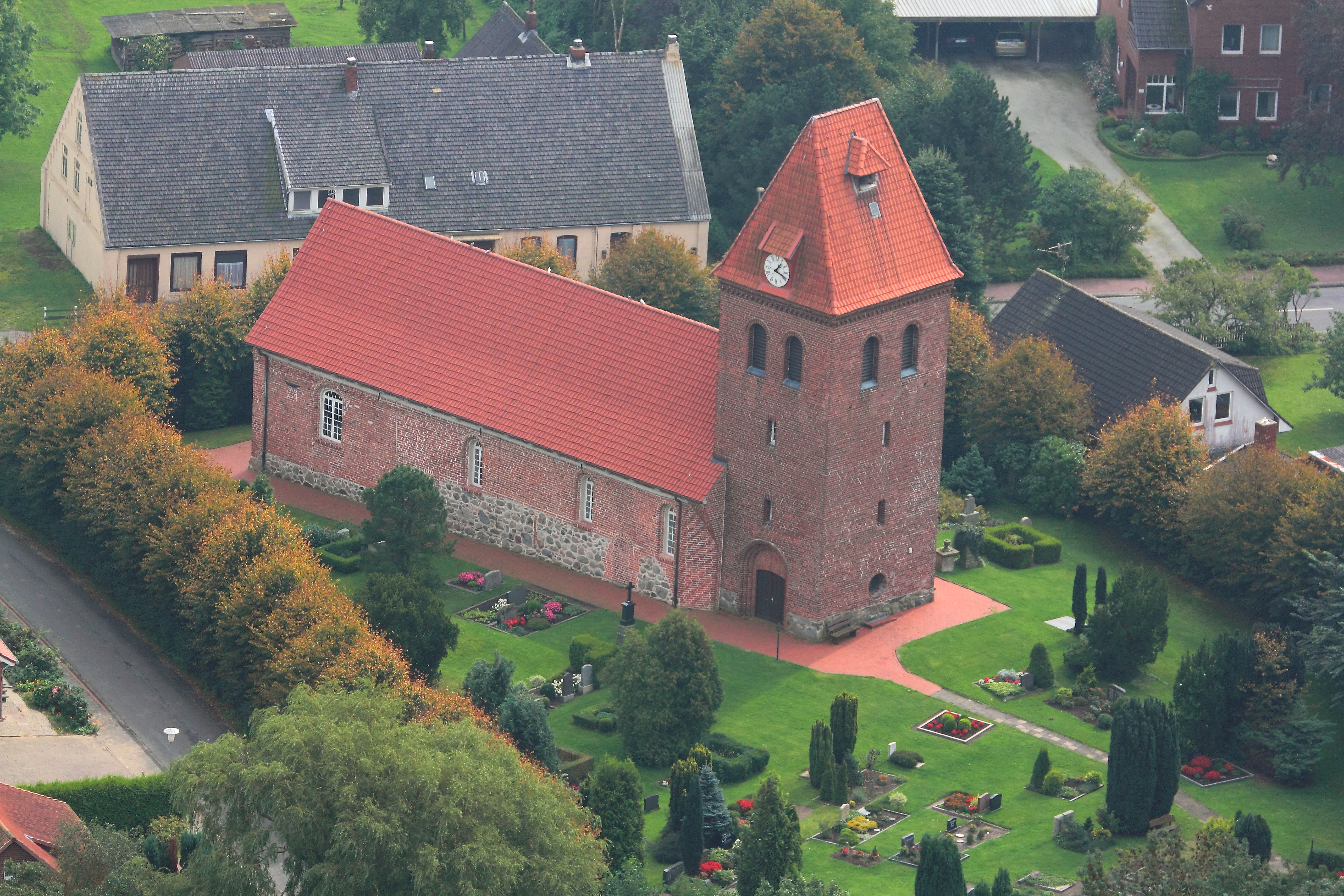
A település temploma

Nordholzot 1180-ban alapították. Ekkor a Brémai Érsekséghez, 1648-ban a Brémai hercegséghez tartozott, 1715-től pedig a hannoveri korona része lett.
Nordholzon található a Cuxhaven-Nordholz (Nordholz repülőtér), amely az első világháborúban fontos Léghajó kikötő volt. A repülőtér  különlegessége volt a 360 fokban elforgatható Hangár, amely lehetővé tette a Zeppelinek minden szélirányban való fel- és leszállását. Ma itt található a Naval Air Command, a Naval Air Wing 3 Graf Zeppelin és a Naval Air Wing 5., a német haditengerészet tengerészeti járőr repülőgépek és helikopterek háza. Itt található még a Aeronauticum is, amely a léghajók és a haditengerészeti repülés múzeuma.

## Látnivalók

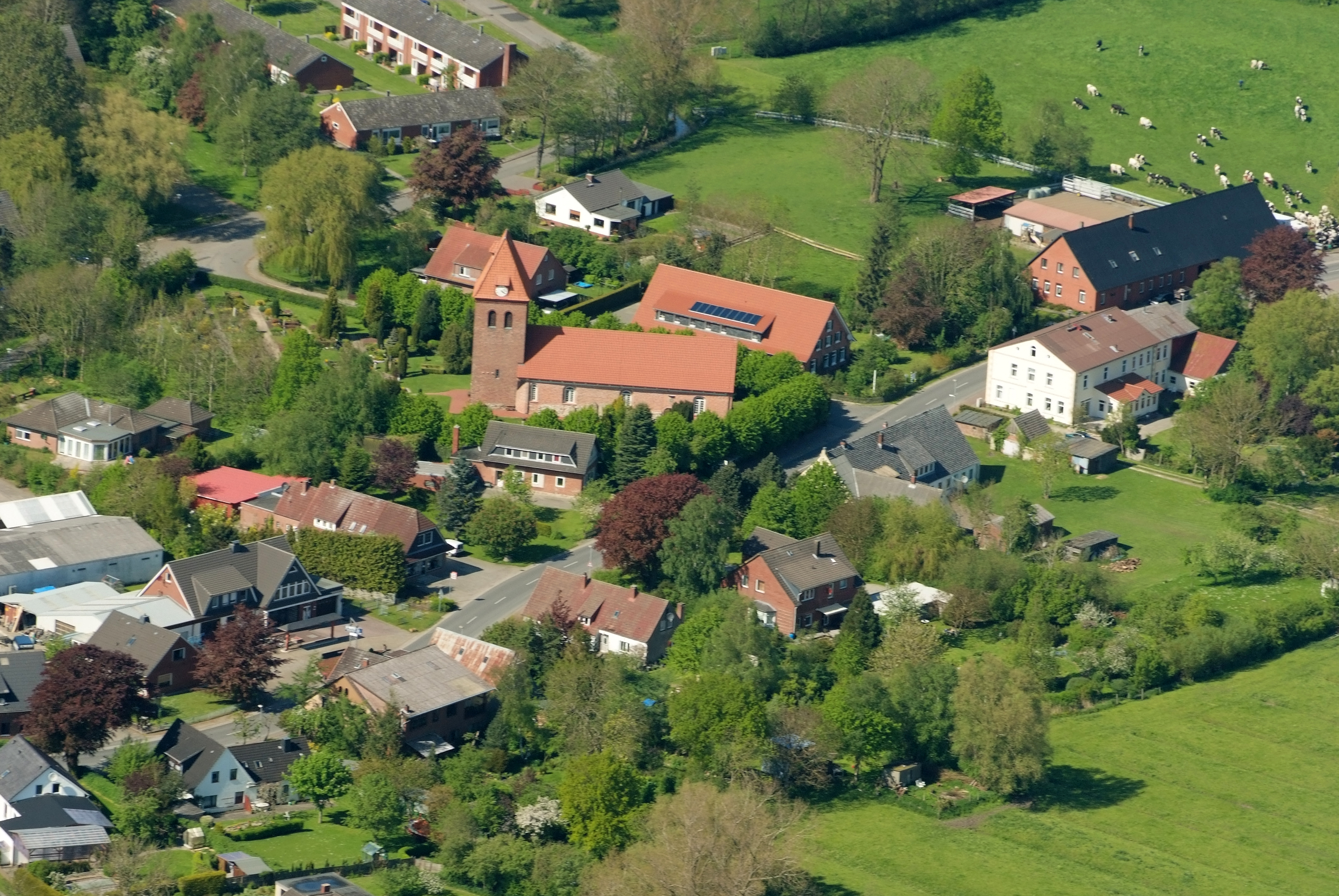

- Nordholzi Aeronauticum - Németország hivatalos tengeri repülőgépek múzeuma a szomszédos Nordholz Naval Légibázison.

## Itt születtek, itt éltek
- Carl Erxleben (1815-1882) - német köztisztviselő és politikus
- Norbert König (született 1958) - német sport műsorvezető

## Galéria

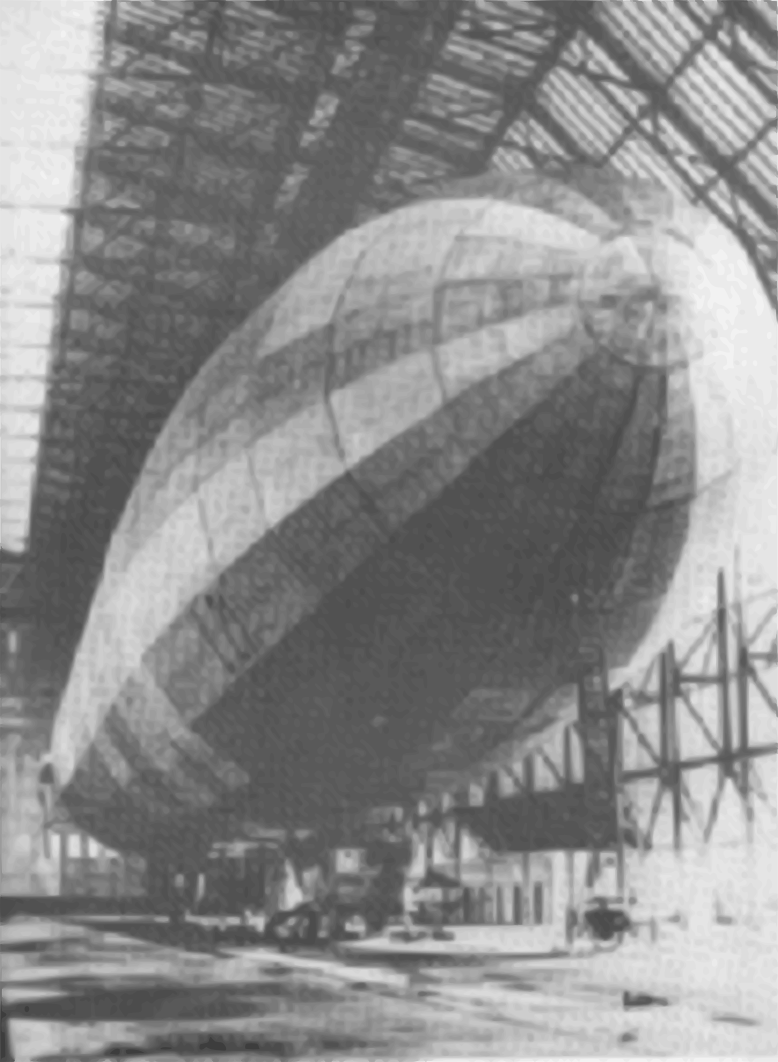
Egy Zephelin-léghajó a Nordholzi múzeumban
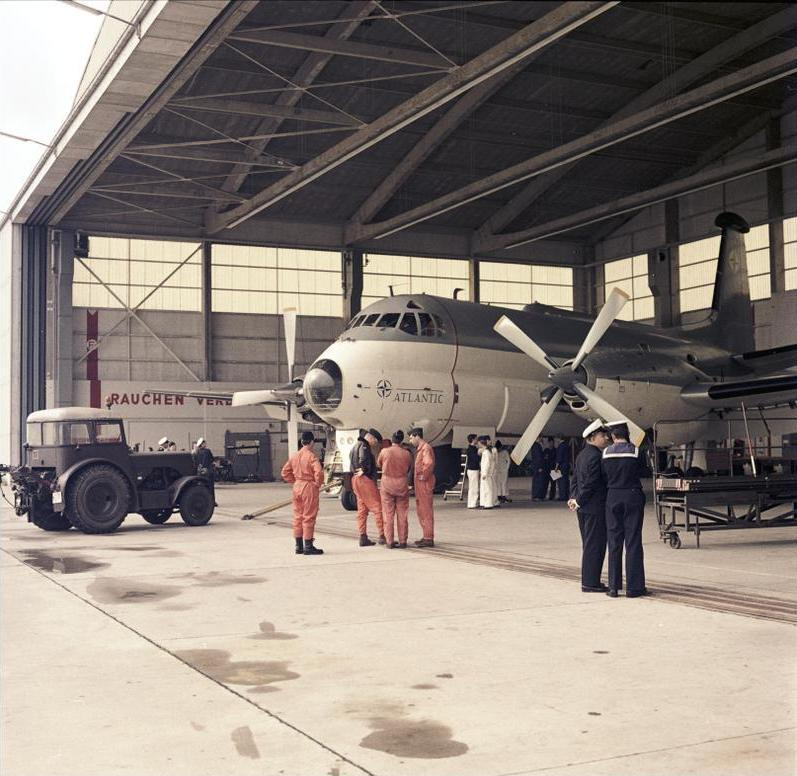
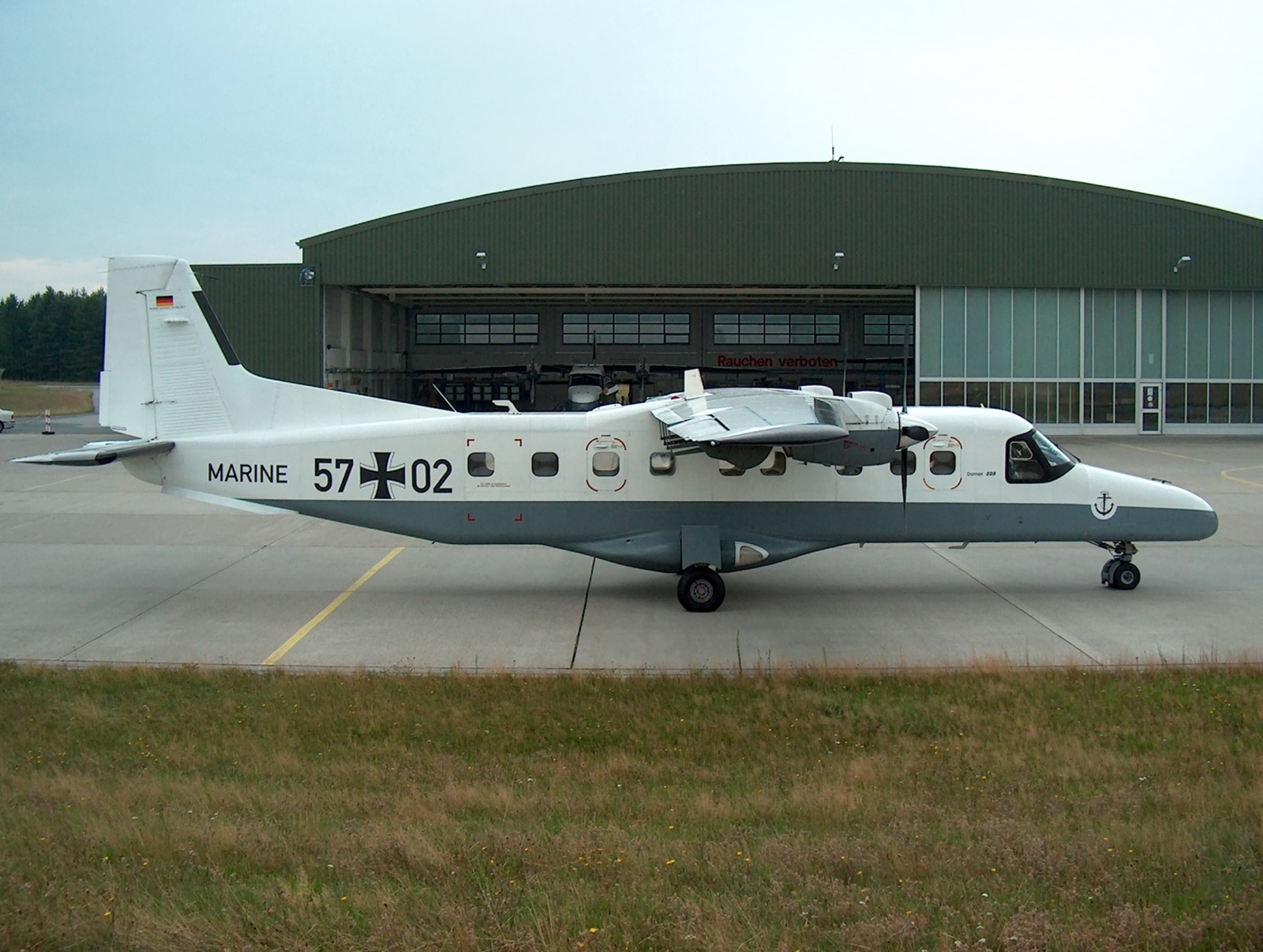
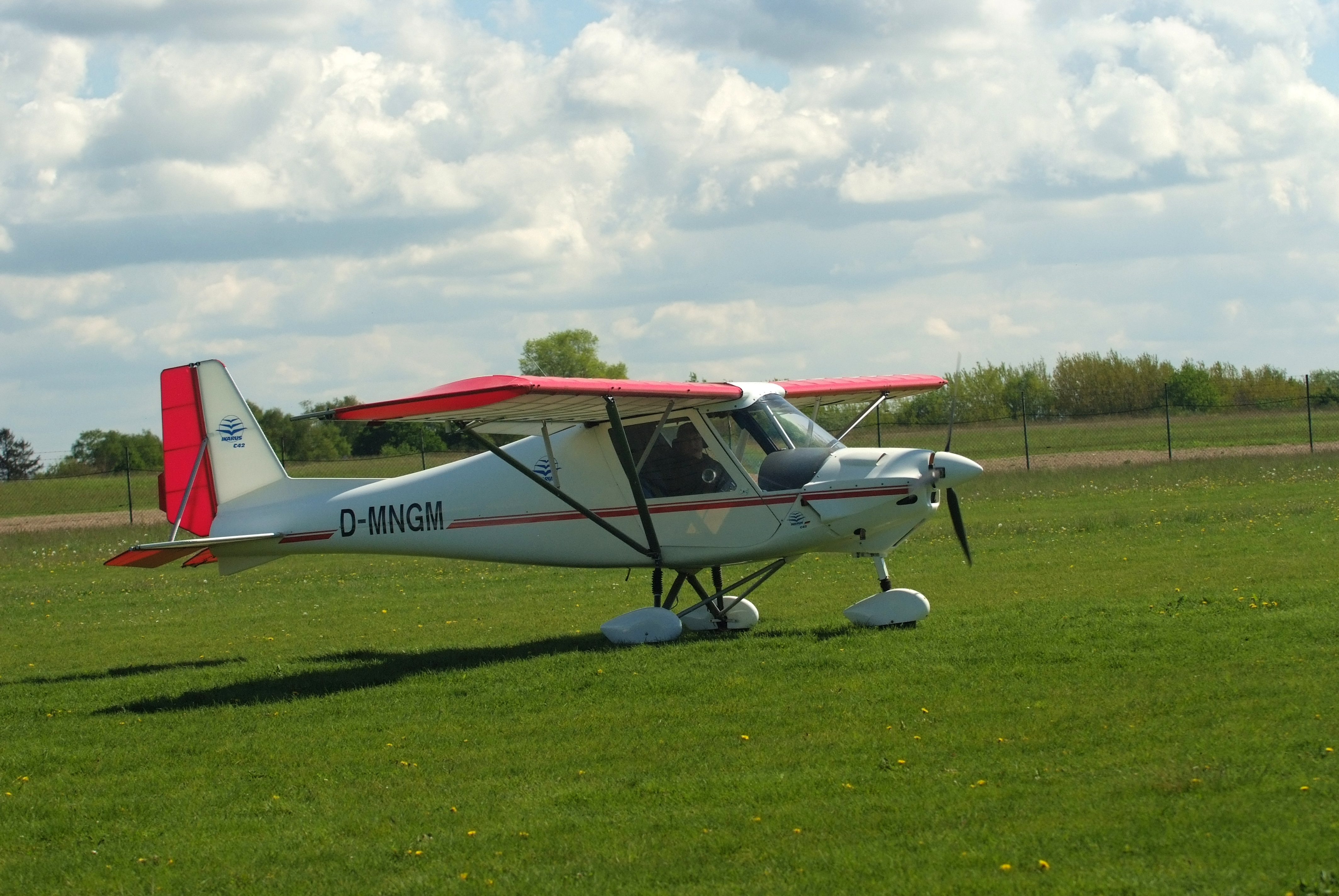
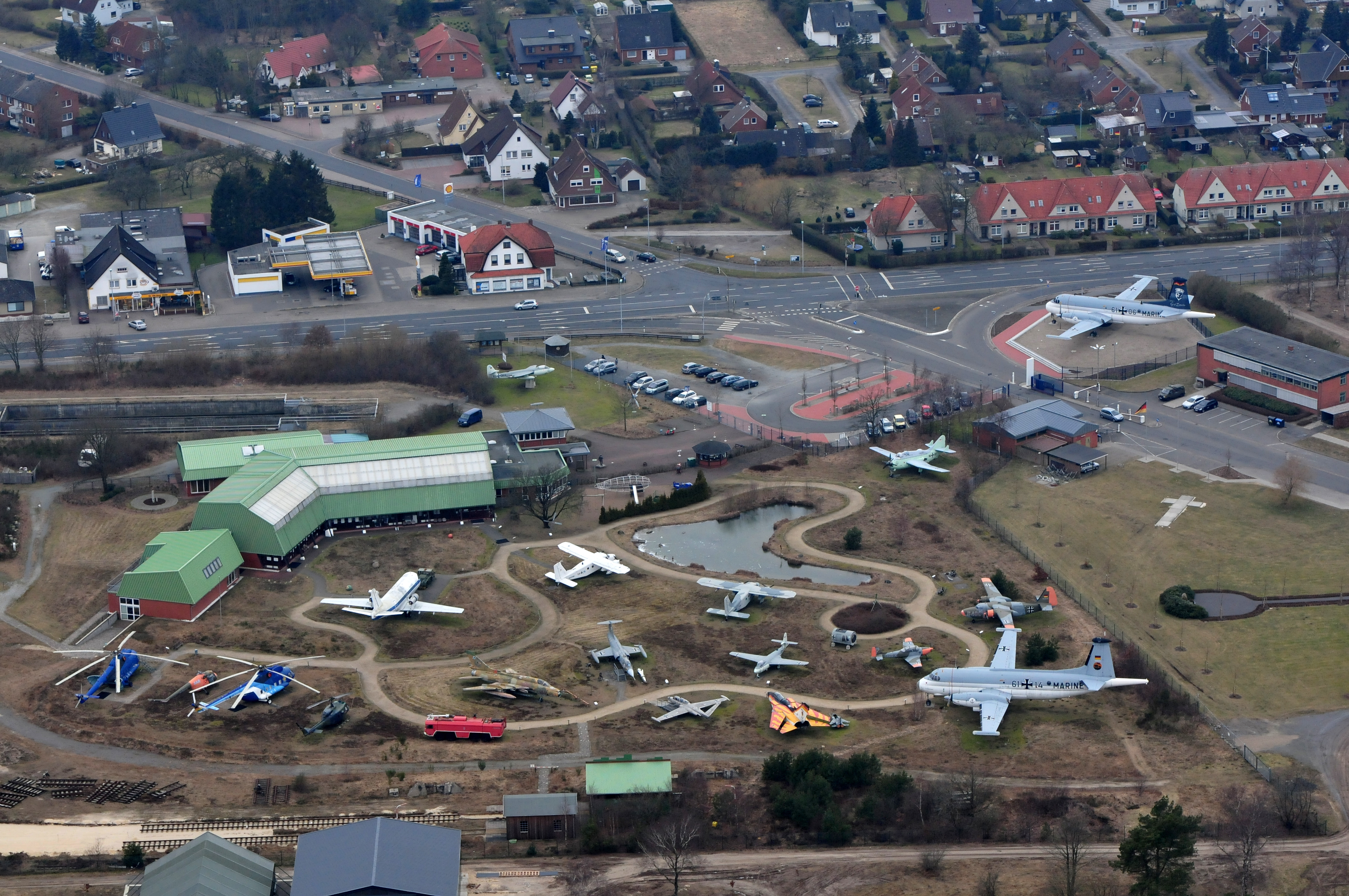
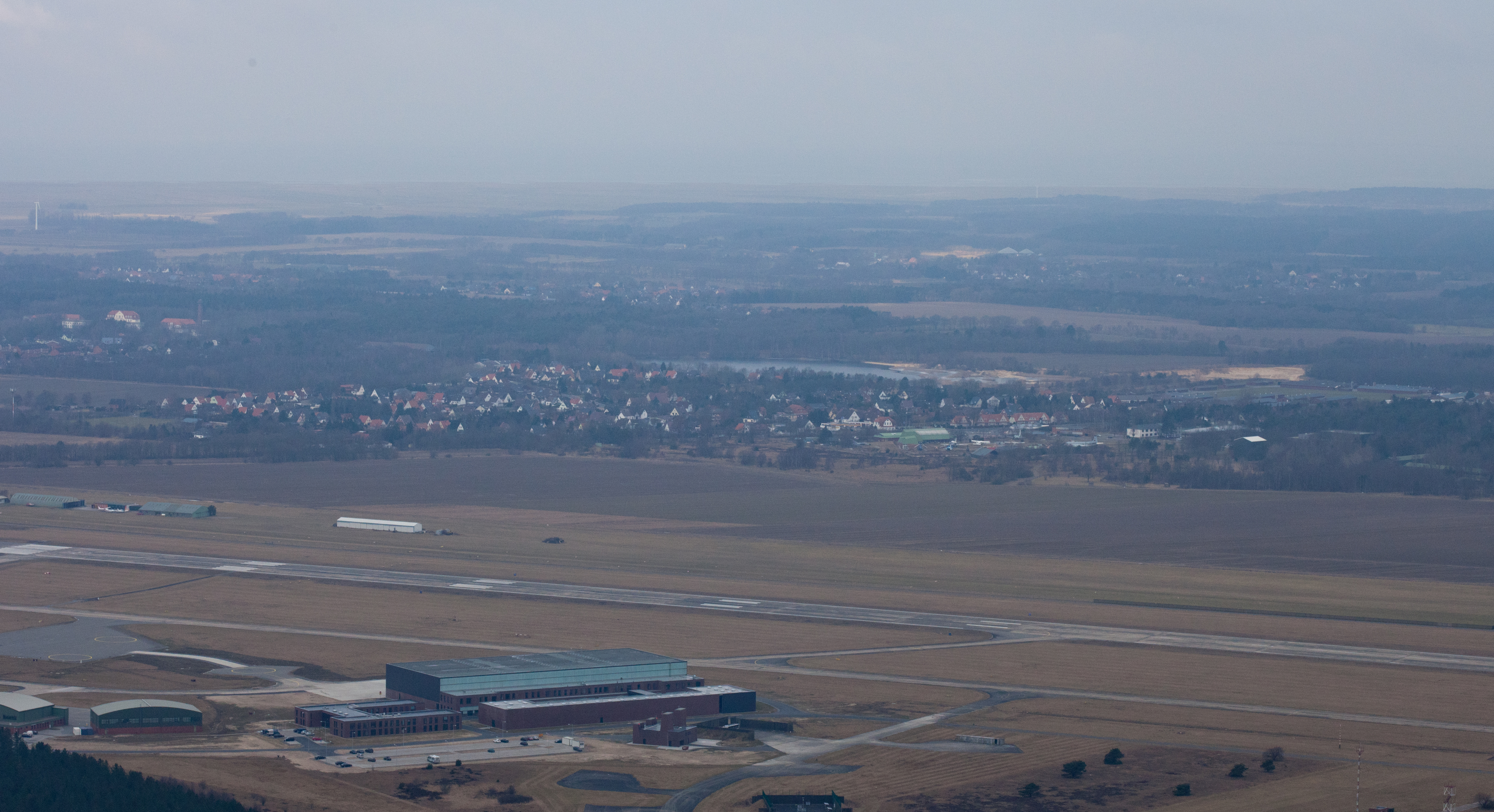
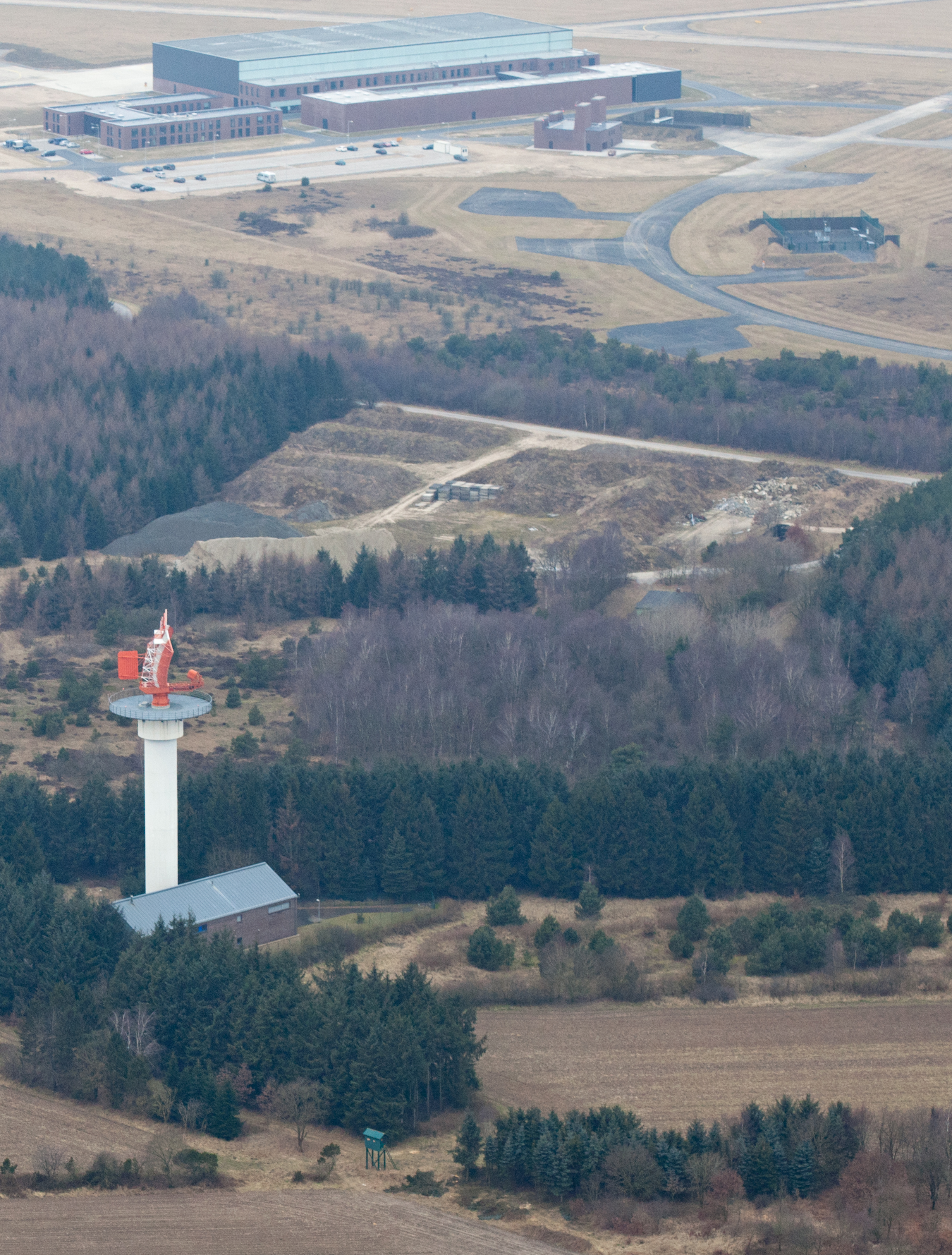
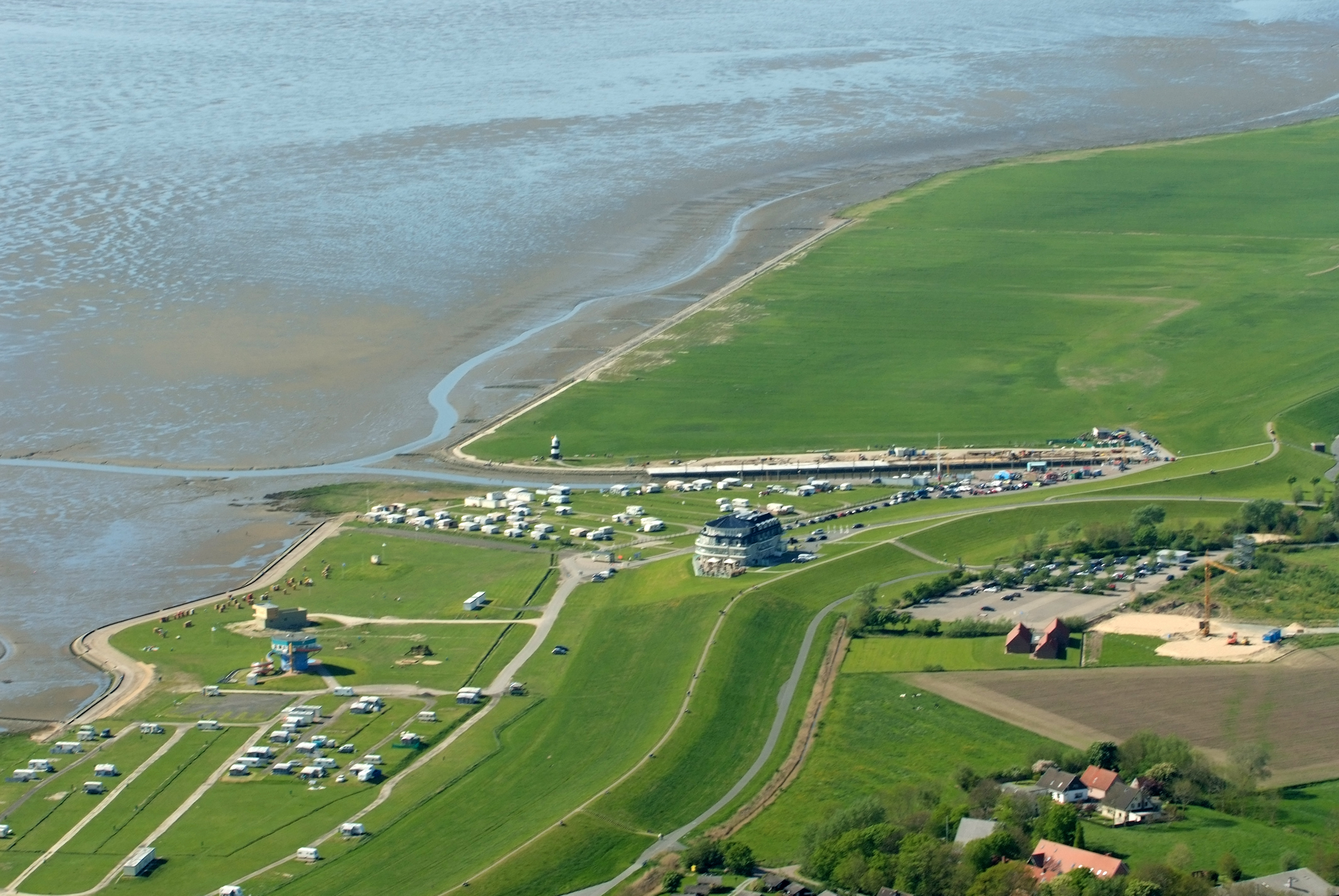
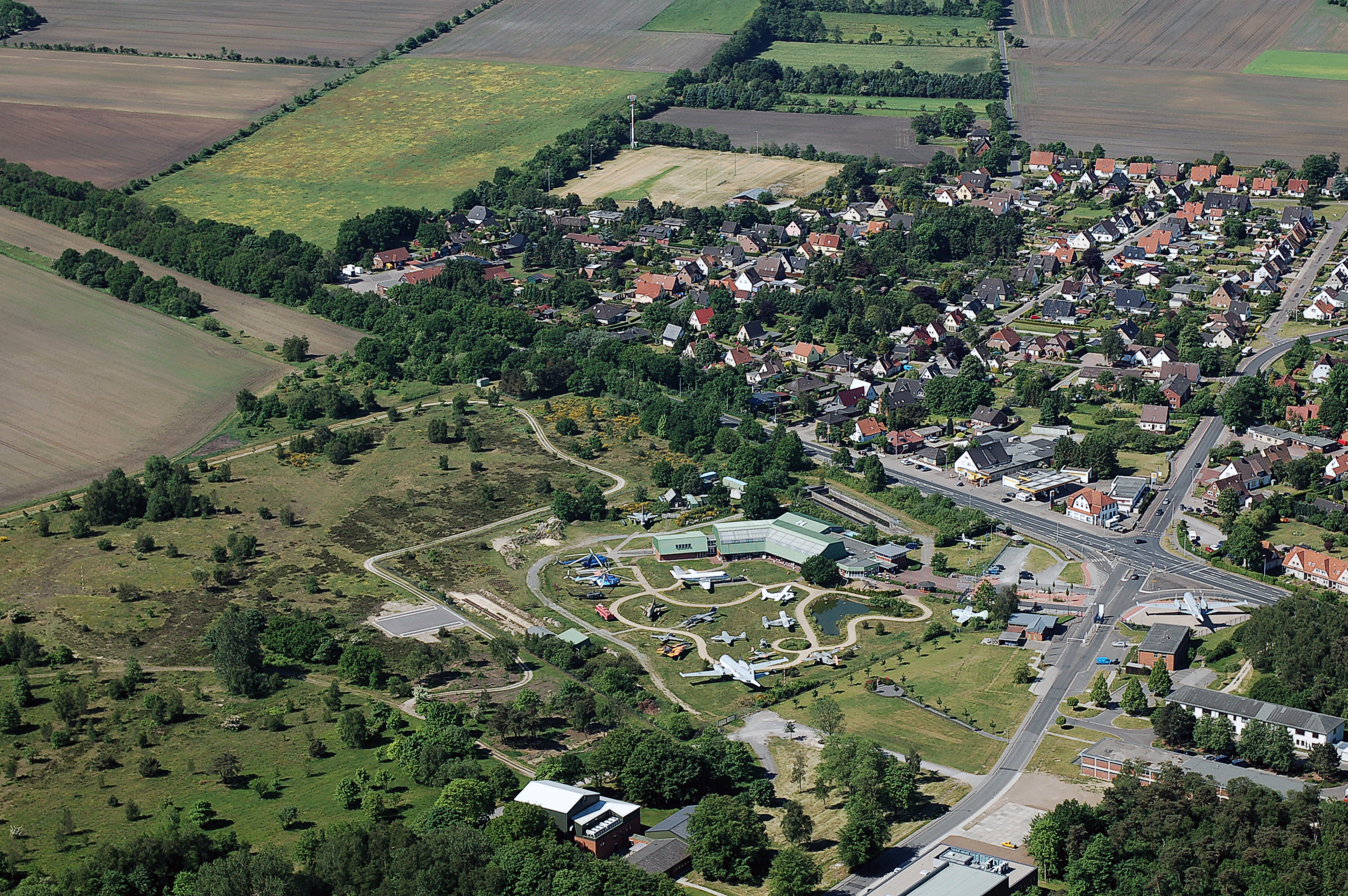
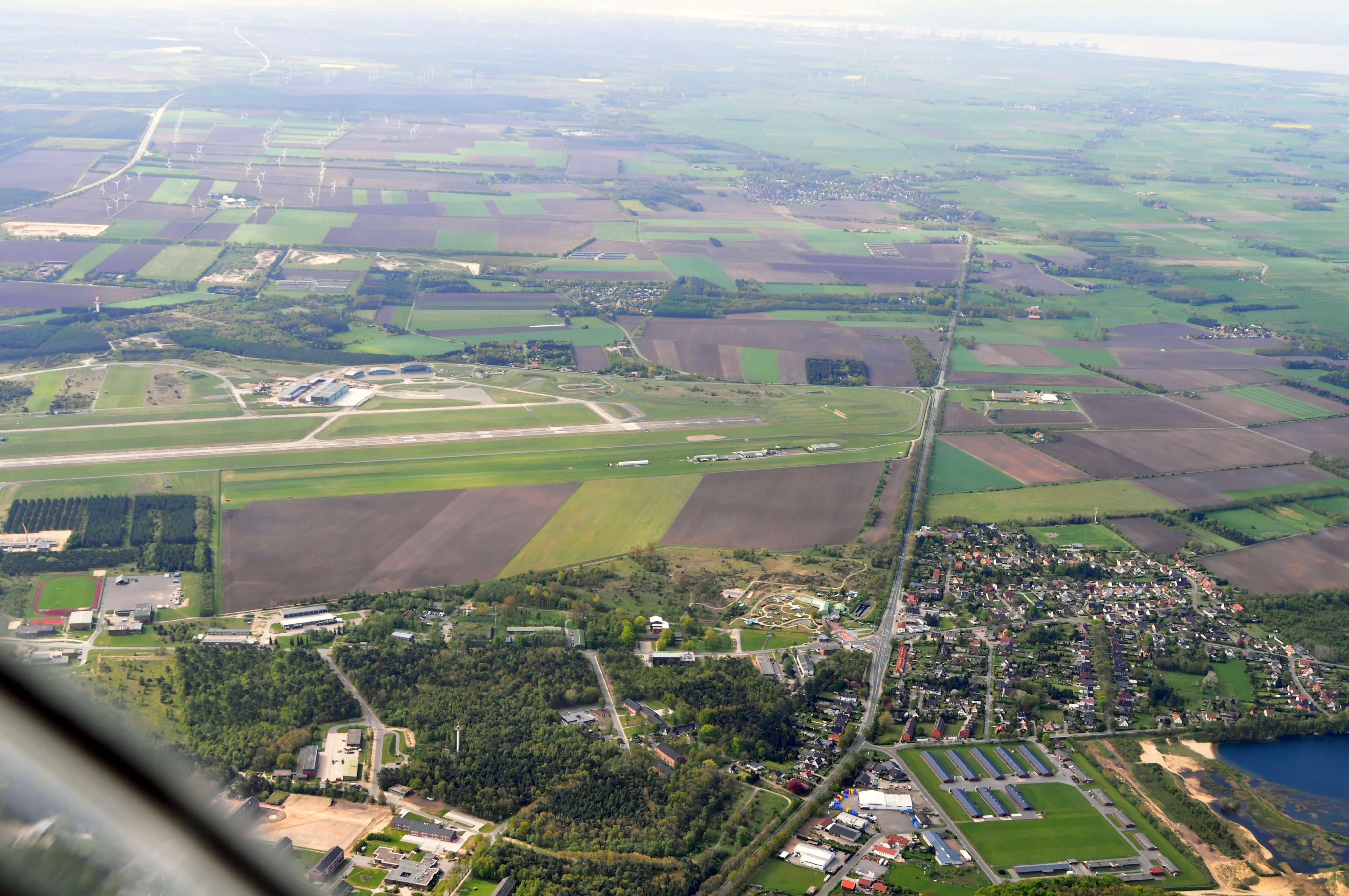